# 天津化工学院
天津化工学院，1958年在天津工业学校化工科和总后第一预校的基础上建立，计划学生规模4800人。校址在天津市红桥区丁字沽三号路，袁血卒为党委书记兼院长。1959年5月，位于塘沽的天津海洋化工学院本科班并入天津化工学院，剩余部分改为中专层次的天津塘沽海洋化工学校。1961年，与天津机电学院、天津建筑工程学院合并组建天津工学院，是河北工业大学的前身。